# 三浦雄介
三浦 雄介（みうら ゆうすけ、1991年8月27日 - ）は、東京都世田谷区出身 のサッカー選手。ポジションはミッドフィールダー（MF）及びフォワード（FW）。日本大学法学部卒。

## 来歴
2004年にFC東京U-15深川に加入。2006年のU-15高円宮杯では同期の阿部巧、守山健二、山崎直之らと共に全国3位の成績を残した。FC東京U-18へ昇格せず、前橋育英高校へと進学。2009年のインターハイでは決勝戦で豪快なミドルシュートで決勝点を挙げて 全国優勝を果たし、大会優秀選手にも選出された。当時はMF（ボランチ）に入り小島秀仁とコンビを組むことが多かった。
2010年、日本大学に進学。同年の東京都大学リーグ1部で優勝し、2011年には関東大学リーグ2部でプレー。大学ではFWに配されることが多くなり、2年生ながらリーグアシスト王（岩上祐三とタイ） 及びチーム得点王 となる活躍で、エースとして 奮戦。キャプテンとしてもチームを牽引した。
2014年、J3リーグ・横浜スポーツ&カルチャークラブへ加入。主にボランチでプレー。2016年限りで退団した。
2017年、鈴鹿アンリミテッドFCへ移籍。
2018年、東京武蔵野シティFCに移籍。しかし1年で退団。

## 所属クラブ
- 1998年 - 2003年 バディSC[3]
- 2004年 - 2006年 FC東京U-15深川
- 2007年 - 2009年 前橋育英高等学校
- 2010年 - 2013年 日本大学サッカー部
- 2014年 - 2016年  横浜スポーツ&カルチャークラブ
- 2017年  鈴鹿アンリミテッドFC
- 2018年  東京武蔵野シティFC

## 個人成績
| 国内大会個人成績 | 国内大会個人成績 | 国内大会個人成績 | 国内大会個人成績 | 国内大会個人成績 | 国内大会個人成績 | 国内大会個人成績 | 国内大会個人成績 | 国内大会個人成績 | 国内大会個人成績 | 国内大会個人成績 | 国内大会個人成績 |
| 年度             | クラブ           | 背番号           | リーグ           | リーグ戦         | リーグ戦         | リーグ杯         | リーグ杯         | オープン杯       | オープン杯       | 期間通算         | 期間通算         |
| 年度             | クラブ           | 背番号           | リーグ           | 出場             | 得点             | 出場             | 得点             | 出場             | 得点             | 出場             | 得点             |
| 日本             | 日本             | 日本             | 日本             | リーグ戦         | リーグ戦         | リーグ杯         | リーグ杯         | 天皇杯           | 天皇杯           | 期間通算         | 期間通算         |
| ---------------- | ---------------- | ---------------- | ---------------- | ---------------- | ---------------- | ---------------- | ---------------- | ---------------- | ---------------- | ---------------- | ---------------- |
| 2014             | YS横浜           | 17               | J3               | 12               | 0                | -                | -                | 0                | 0                | 12               | 0                |
| 2015             | YS横浜           | 17               | J3               | 14               | 0                | -                | -                | -                | -                | 14               | 0                |
| 2016             | YS横浜           | 14               | J3               | 2                | 0                | -                | -                | -                | -                | 2                | 0                |
| 2017             | 鈴鹿             | 29               | 東海1部          | 1                | 0                | -                | -                | 0                | 0                | 1                | 0                |
| 2018             | 武蔵野           | 13               | JFL              | 0                | 0                | -                | -                | -                | -                | 0                | 0                |
| 通算             | 日本             | 日本             | J3               | 28               | 0                | -                | -                | 0                | 0                | 28               | 0                |
| 通算             | 日本             | 日本             | JFL              | 0                | 0                | -                | -                | -                | -                | 0                | 0                |
| 通算             | 日本             | 日本             | 東海1部          | 1                | 0                | -                | -                | 0                | 0                | 1                | 0                |
| 総通算           | 総通算           | 総通算           | 総通算           | 29               | 0                | -                | -                | 0                | 0                | 29               | 0                |

- Jリーグ初出場 - 2014年3月16日 J3第2節 vs SC相模原 (相模原ギオンスタジアム)